# Воякоярви
Воякоярви — пресноводное озеро на территории Токсовского городского поселения Всеволожского района Ленинградской области.

## Физико-географическая характеристика
Площадь озера — 0,6 км², площадь водосборного бассейна — 18 км². Располагается на высоте 64,2 метров над уровнем моря.
Форма озера продолговатая: оно почти на полтора километра вытянуто с севера на юг. Берега каменисто-песчаные, местами заболоченные.
С северо-восточной стороны озера вытекает безымянный ручей, впадающий в ручей Погосеноя, являющийся притоком реки Морье, впадающей в Ладожское озеро.
По центру озера расположен один небольшой остров без названия.
Код объекта в государственном водном реестре — 01040300211102000010130.